# حیدر تونیانی
حیدر تونیانی شاعر و موسیقی‌دان قرن نهم و دهم قمری در شهر تون دیده به جهان گشود. علی‌شیر نوایی در اثر خویش مجالس‌النفائس از او با عنوان «درویش حیدر تونیانی» یاد می‌کند و می‌نویسد: «قلندر شیوه است و موسیقی را خوب می‌داند.» کتاب کشف‌الاوتار نیز او را موسیقی‌دانی زبردست می‌داند و از موسیقی «رسالهٔ دوازده مقام» او یاد می‌کند که در هند به‌نام محمد همایون‌شاه ساخته است. سعید نفیسی نیز در کتاب نظم و نثر در ایران آورده است: «حیدر تونیانی از شاعران دربار همایون پادشاه هندوستان بوده و گذشته از شاعری در موسیقی زبردست و آواز خوب می‌خوانده است وی مدتهای مدید در هندوستان زیسته و مخصوصاً پرده تازه‌ای در پنجگاه ساخته بود که در آن زمان معروف بوده و تا آخر قرن نهم در دربار هندوستان می‌زیسته است. وی در سرزمین سند در دامن کوهی به سال ۹۶۶ ه ق درگذشته و در اقسام مختلف شعر می‌سروده است.»

## نمونه اشعار
علی‌شیر نوایی در مجالس‌النفائس به عنوان نمونه مطلعی از اشعار او ذکر کرده است:
| چه روم کعبه که بینم در و دیوار آنجا |  | من و کویش که بود لذت دیدار آنجا |